# ...e la barca tornò sola
con una mamma bianca,
ed una barca nera
e con tre cuori ancora da creatura.»
...e la barca tornò sola è un brano musicale composto da  Giuseppe Fiorelli e Mario Ruccione.
La canzone fu presentata al Festival di Sanremo 1954 con l'interpretazione di Gino Latilla e Franco Ricci e si piazzò al 3º posto.

## Il brano
Il testo racconta la tragica morte di tre pescatori ancora molto giovani, che affrontarono il mare nel tentativo di salvare una forestiera in pericolo nelle acque in burrasca: l'impresa disperata non riuscì e i tre ragazzi furono inghiottiti dalle onde.
Nell’ultima strofa, prima degli inquietanti archi in chiusura del brano, il testo accenna che la giovane in realtà era probabilmente una sirena che avrebbe provocato lei la loro triste sorte. Si dice che il brano avesse sconvolto talmente tanto il pubblico del Teatro Ariston che a Gino Latilla arrivarono persino alcune centinaia di lettere minatorie.

## La versione di Renato Carosone
Sempre nel 1954 Renato Carosone incise una sua versione del brano, pubblicata sul 78 giri 'Ufemia/E la barca tornò sola. La sua versione, nonostante la tragicità dell'argomento, stimolò paradossalmente la fantasia di Renato Carosone, che realizzò una versione parodistica, nella quale al testo originale aveva aggiunto un liberatorio "e a me che me ne importa?" ripetuto alla fine di ogni strofa.
La parodia smorzò la tensione della prima versione. 
Nel 1956 la stessa versione fu pubblicata sul 45 giri Ciribiribin/E la barca tornò sola.

## Altre versioni
Nel 1959 una versione simile a quella di Carosone fu incisa dal complesso Franco e i "G.5". 
Nel 2011 Vinicio Capossela incide un singolo chiamato La nave sta arrivando, che richiama la versione parodistica di Carosone.

### Classifica annuale
| Classifica (1954) | Posizione | Artista         |
| ----------------- | --------- | --------------- |
| Italia            | 35        | Gino Latilla    |
| Italia            | 53        | Renato Carosone |